# アイシーエス
株式会社アイシーエスは、岩手県盛岡市に本社を置く、情報システム関連企業のシステムインテグレーター（独立系）。
略称の『ICS』は、前身社名である「岩手電子計算センター」に由来する。

## 事業所
- 本社／岩手県盛岡市松尾町17-10
- 一関事業所／岩手県一関市萩荘字下中田9-1
- 秋田支店／秋田県秋田市山王2-1-54
- 青森支店／青森県青森市古川2-20-6
- 仙台支店／宮城県仙台市青葉区国分町1-6-18

## 沿革
- 1966年9月 - 「株式会社岩手電子計算センター」設立。
- 1996年9月 - 「株式会社アイシーエス」に商号変更。
- 1999年9月 - ISO_9001認証取得

## 主な業務
- システムインテグレーション・ソフトウェア開発などの総合情報サービス ほか